# Trumpet Records
Trumpet Records est un label discographique indépendant américain, anciennement basé à Jackson, dans le Mississippi, actif entre 1951 et 1956.

## Histoire
Trumpet Records est fondé en 1951 à Jackson, dans le Mississippi par Lilian McMurry et produit des disques de blues et de rhythm and blues. Le label produit aussi des titres de country et de gospel. Le label découvre des talents locaux à qui il permet d’enregistrer, Elmore James, Little Milton, Sonny Boy Williamson II, à une époque où la ségrégation raciale dans cet État du sud rendait cela difficile pour des musiciens afro-américains.
L'objectif de Trumpet Records était d'enregistrer des musiciens du delta du Mississippi qui n'avaient pas accès aux studios d'enregistrement de New York ou de Los Angeles. Trumpet était en concurrence avec les frères Bihari de Modern Records. Les deux sociétés enregistrent certains des meilleurs morceaux de blues de l'époque, des ballades au jump blues et au boogie-woogie. Elmore James y enregistre son morceau original Dust My Broom, et le label est le premier à enregistrer Sonny Boy Williamson II.
Trumpet est fondé par Lillian McMurry. Son mari Willard était vendeur de meubles et ils achètent une quincaillerie qu'ils étaient en train de rénover pour en faire un magasin de meubles. Les ouvriers passaient des disques invendus laissés sur place et l'un d'entre eux a attiré l'attention de Lillian : All She Wants to Do is Rock de Wynonie Harris. « C'était le son le plus inhabituel, le plus sincère et le plus solide que j'aie jamais entendu », dit-elle. « Je n'avais jamais entendu de disque noir auparavant. Je n'avais jamais rien entendu avec autant de rythme et de liberté ». Lillian voulait vendre des disques dans le magasin (qui à l'époque étaient vendus partout, des épiceries aux salons de beauté) et a demandé aux employés d'établir une liste de disques à acheter. À l'ouverture du magasin, elle a rapidement épuisé tous ces disques et a demandé à Willard s'ils pouvaient transformer une partie du magasin en magasin de disques (appelé Record Mart).
Trumpet était situé sur Farish Street, le quartier noir de Jackson, et a enregistré des artistes de RnB, de gospel et de blues, dont Little Milton, Wynonie Harris, Willie Love et James Waller. Arthur Crudup enregistre sur le label sous le nom d'Elmer James. En 1952, la chanson de James Dust My Broom apparait sur le classement RnB du Billboard à la 9e place. Le découvreur de talents Joe Bihari le trouve au magasin de radio pour l'enregistrer dans une boîte de nuit locale en tant que choriste d'Ike Turner. McMurry et les frères Bihari se sont retrouvés dans un conflit juridique de plusieurs années lorsque les Bihari ont essayé de signer des artistes avec des accords d'exclusivité avec la Trumpet. L'affaire a fait l'objet de publications importantes et, en 1954, un juge a statué en faveur de McMurray.
Les artistes de Trumpet ont enregistré dans des studios tels que le studio de la radio WRBC, le studio Radio Service d'Ivan Scott à Jackson, et certains studios historiques de l'époque (tels que les studios ACA de Bill Holford à Houston, Memphis Record Service avec Sam Phillips, le studio RCA Victor à Chicago, et Universal Recording à Chicago). Le Record Mart est transformé en studio d'enregistrement, le Diamond Recording Studio, conçu par Bill Holford, en 1953. Lillian réalisait des enregistrements en se basant sur ce qu'elle avait appris en observant et en écoutant d'autres ingénieurs. Williamson a parlé de Lillian McMurray dans deux chansons : Pontiac Blues, à propos de sa voiture, et 309, du nom de son adresse. Dans les paroles, il donne le numéro de téléphone de son domicile. Trumpet ferme ses portes en 1956. Les créanciers vendent les contrats d'enregistrement des artistes. Sonny Boy Williamson II a enregistré pour Chess Records à Chicago, où il a sorti 70 autres chansons.
Le site du studio de Trumpet Records est commémoré par un marqueur historique de la Mississippi Blues Trail.

## Groupes et artistes
Les principaux groupes et artistes du label sont : Elmore James, Little Milton, Sonny Boy Williamson II, Jerry McCain, Tiny Kennedy, et Willie Love.